# Montanera
Montanera (Montanera in piemontese) è un comune italiano di 700 abitanti della provincia di Cuneo in Piemonte. È situata a circa 15 chilometri da Cuneo e 14 chilometri da Fossano. L'altitudine media del comune è di 427 metri s.l.m.

## Storia
Montanera fu fondata dai monaci di Valcasotto all'inizio del 1200. Il primo nucleo di case circondava la preesistente cappella di Madonna Assunta, popolarmente chiamata Madonna Lunga. Il nome del paese è presente in alcuni documenti datati 1240-1241 della Certosa di Valcasotto associato alla dicitura Locus dicitur praedialis, che significa "raggruppamento di cascine". Intorno agli anni 1360 fu distrutta da una banda di soldati di ventura, detta Compagnia Bianca, che invase tutti i territori circostanti. Nel 1424 il paese tornava in vita su volontà di Cuneo. Il nuovo centro abitato sorse nell'area poi chiamata "Villa", un luogo più sicuro e facile da difendere in quanto a ridosso del fiume Stura.
Tra gli anni 1619 e 1621 Montanera fu affidata in feudo, insieme alla vicina Castelletto Stura, ad Amedeo Ponte Conte di Scarnafigi dal Duca di Savoia Carlo Emanuele I.
Insieme a Cuneo e le zone vicine, il paese nel 1796 finì sotto giurisdizione francese con al potere Napoleone.
Dal 1851 era presente una scuola femminile e maschile. Dal 1865 fu offerto un servizio giornaliero di vettura a cavalli verso Cuneo, rendendo possibili gli spostamenti della popolazione, successivamente fu ampliato aggiungendo come mete anche Fossano e Mondovì. Per quanto riguarda i trasporti fluviali, per raggiungere Murazzo, situato sulla riva opposta del fiume, il comune nel 1813 ricevette un traghetto dal governo francese.
Da un atto parlamentare della Camera dei Deputati della XVI Legislatura risalente al 6 febbraio 1890 sotto la presidenza di Bancheri si evince che si discusse sulle condizioni del paese, minacciato dall'azione del fiume Stura che corrodeva lentamente le rive su cui era situata Montanera, descritta in «Condizioni disgraziate». Il rapporto tra il paese e il fiume è sempre stato di odio e amore, tanto che se si confronta una mappa delle abitazioni del 1786 con quella attuale, si nota che sono scomparse 20 case a causa delle frane provocate da Stura.
Gli ultimi marchesi di Montanera furono i Tapparelli d'Azeglio, tra i quali va menzionato il grande letterato Massimo d'Azeglio.

### Simboli
Il gonfalone municipale è costituito da un drappo partito di bianco e di azzurro.

## Monumenti e luoghi di interesse

### Monumento ai caduti in Nassiriya

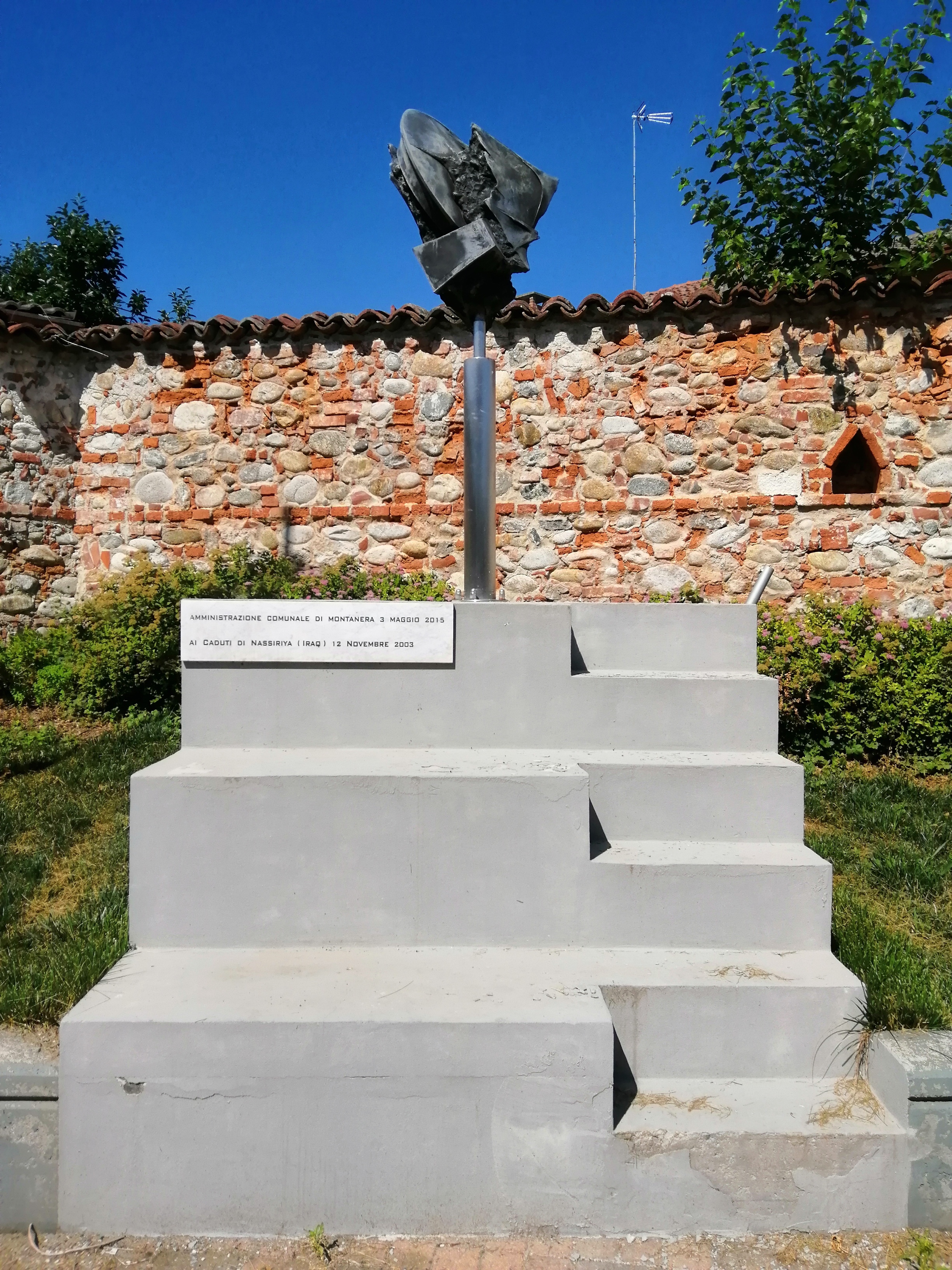
Monumento ai caduti di Nassiriya

Nei giorni 2-3 maggio 2015 Montanera ha festeggiato il 100º anniversario della Prima Guerra Mondiale e il 70º anniversario della fine della seconda guerra mondiale, ospitando un raduno degli Alpini di Mondovì, per inaugurare il Monumento ai caduti di Nassiriya, un'opera scultorea dell'artista Michelangelo Tallone di Paesana, per ricordare gli ultimi caduti in missione di Pace a Nassiriya.

## Società

### Evoluzione demografica
Abitanti censiti

### Etnie e minoranze straniere
Secondo i dati Istat al 31 dicembre 2017, i cittadini stranieri residenti a Montanera sono 101, così suddivisi per nazionalità, elencando per le presenze più significative:
1. Marocco, 25
2. Egitto, 24

## Cultura

### Eventi
- "Festa sotto la tiglia Napoleonica, l'albero della libertà"[16]. Il 14 luglio 2016, giorno dell'anniversario della Presa della Bastiglia francese, Montanera ha festeggiato intorno all'"Albero della libertà" piantato nel 1799, quando il paese era sotto dominio francese. Gli Alberi della libertà erano stati un'idea dei rivoluzionari, continuata e diffusa in Europa dalle truppe napoleoniche.[17]
- Per celebrare Giuseppe Filippi (operatore Lumière), nato a Montanera, si sono tenuti diversi eventi in suo onore: "Il Cinematografo" nel quale in tre serate il 22/06, 29/06 e 06/07/2017 erano stati presentati numerosi film e cortometraggi anche internazionali;[18] "La serata dedicata a Giuseppe Filippi, pioniere del cinema" del 23/12/2017, quando Giancarlo Baudena presentò il suo documentario sulla vita di Filippi[19][20] e la seconda edizione de "Il Cinematografo International Film Festival" tenutosi il in sei serate a giugno e luglio 2018.[21]

## Amministrazione
Di seguito è presentata una tabella relativa alle amministrazioni che si sono succedute in questo comune.
| Periodo        | Periodo        | Primo cittadino  | Partito                             | Carica  | Note   |
| -------------- | -------------- | ---------------- | ----------------------------------- | ------- | ------ |
| 8 luglio 1985  | 21 maggio 1990 | Luigi Mondino    | -                                   | Sindaco | [ 22 ] |
| 21 maggio 1990 | 24 aprile 1995 | Luigi Mondino    | -                                   | Sindaco | [ 22 ] |
| 24 aprile 1995 | 14 giugno 1999 | Luigi Mondino    | lista civica                        | Sindaco | [ 22 ] |
| 14 giugno 1999 | 14 giugno 2004 | Tommaso Masera   | -                                   | Sindaco | [ 22 ] |
| 14 giugno 2004 | 8 giugno 2009  | Tommaso Masera   | lista civica                        | Sindaco | [ 22 ] |
| 8 giugno 2009  | 26 maggio 2014 | Francesco Dadone | lista civica                        | Sindaco | [ 22 ] |
| 26 maggio 2014 | in carica      | Tommaso Masera   | lista civica: progettoMontanera.com | Sindaco | [ 22 ] |

### Gemellaggi
- La Vall de Boí

## Galleria d'immagini

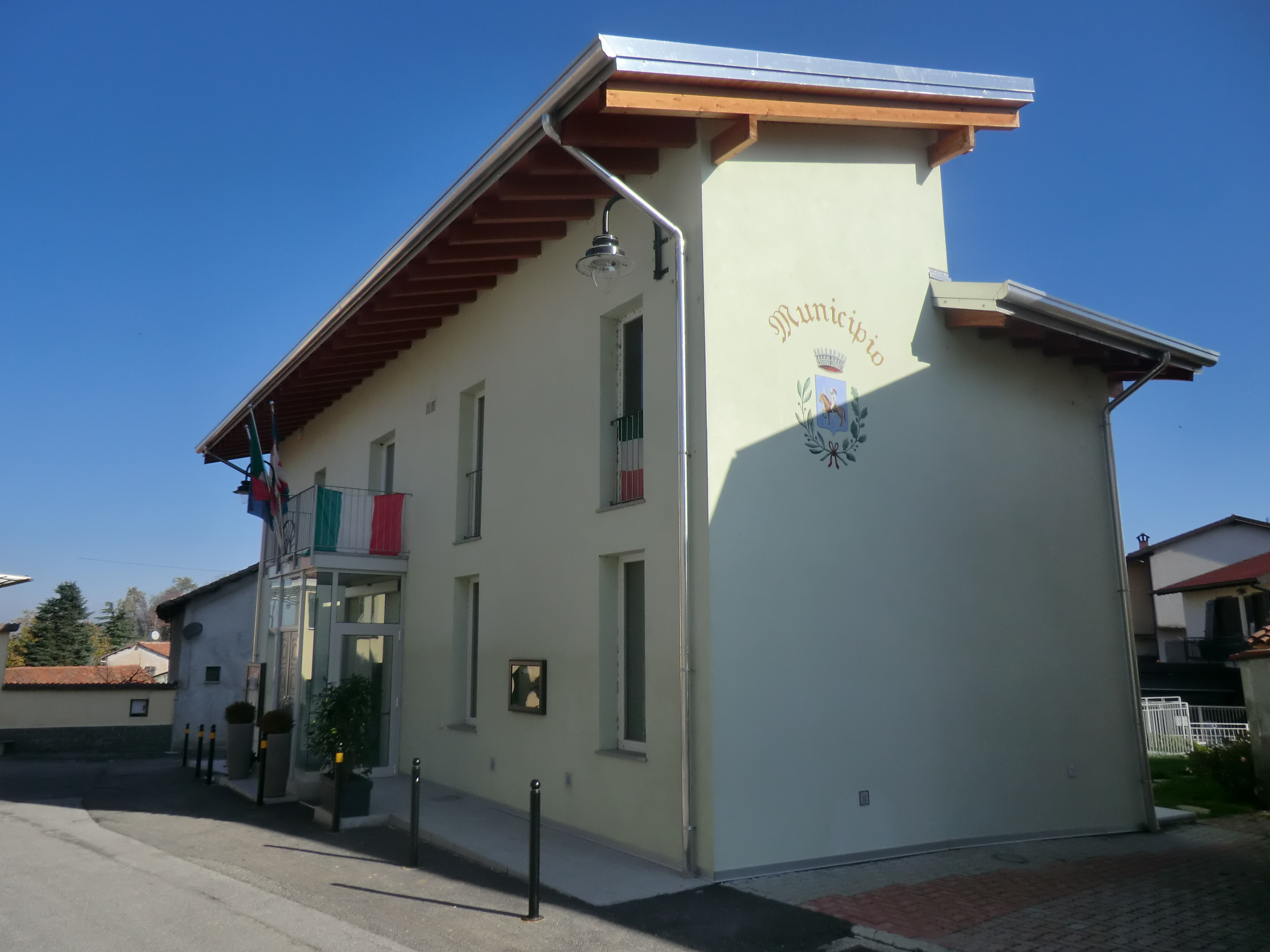
Municipio
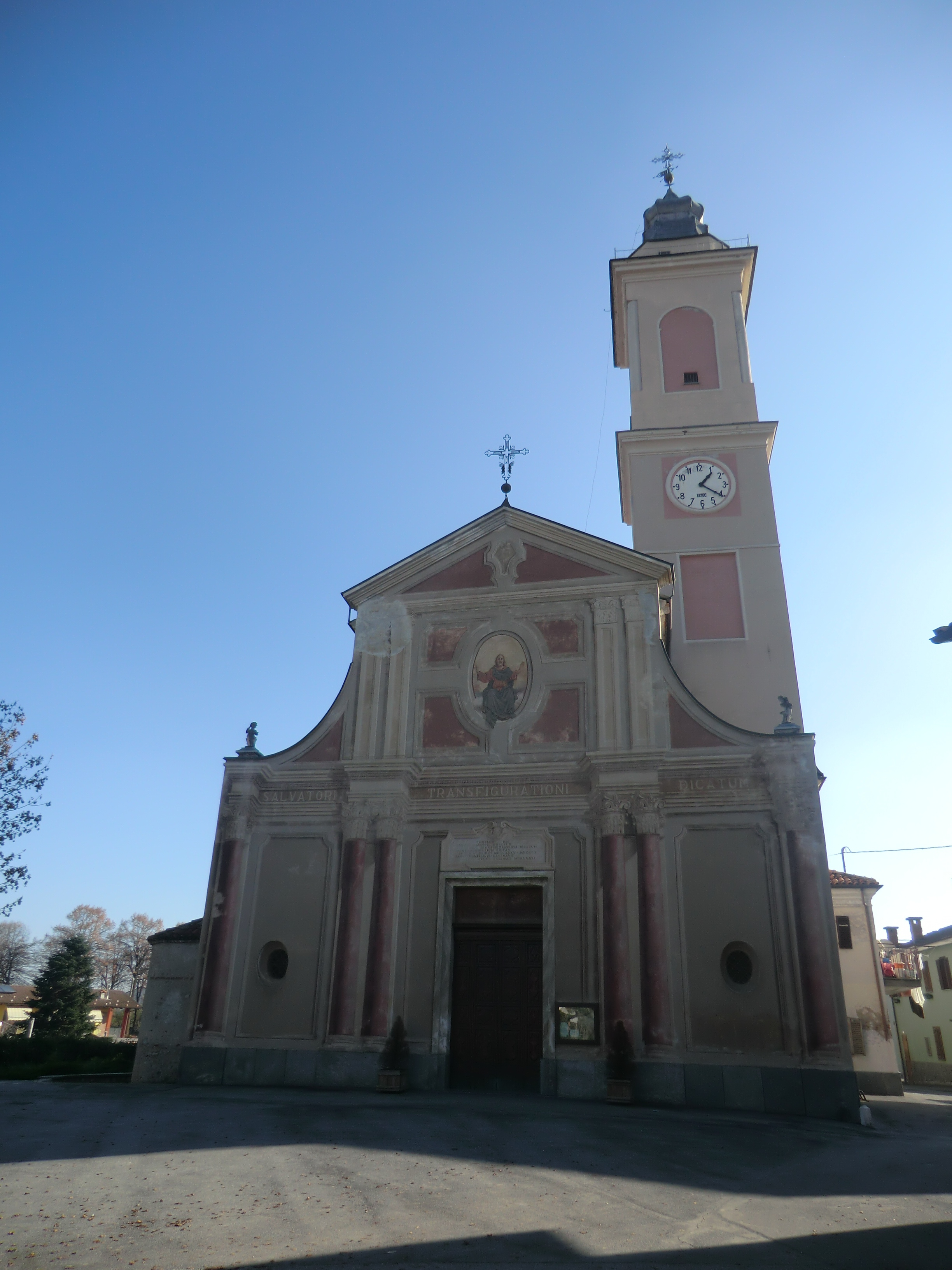
Chiesa parrocchiale della Trasfigurazione di Nostro Signore
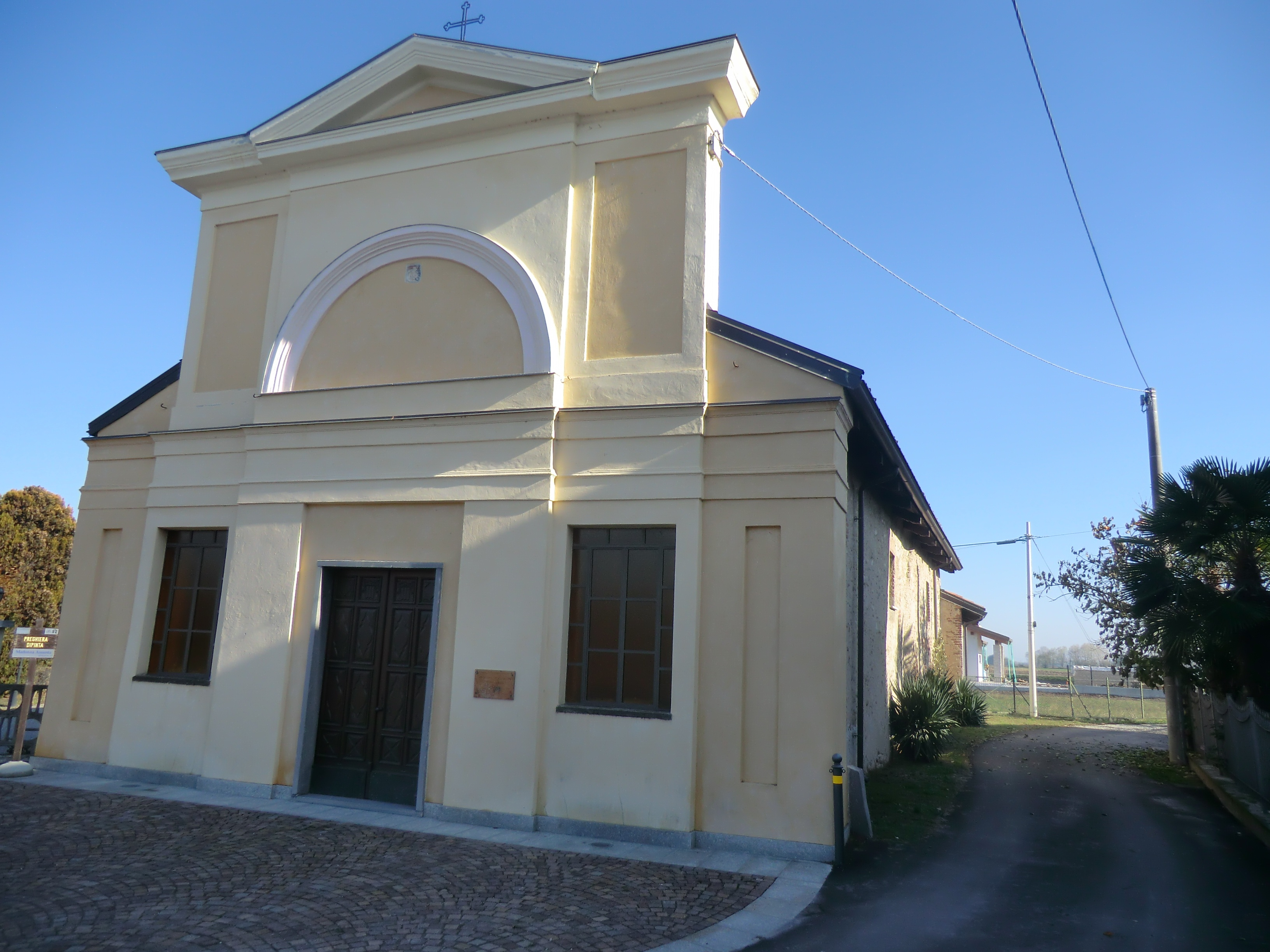
Cappella dell'Assunta
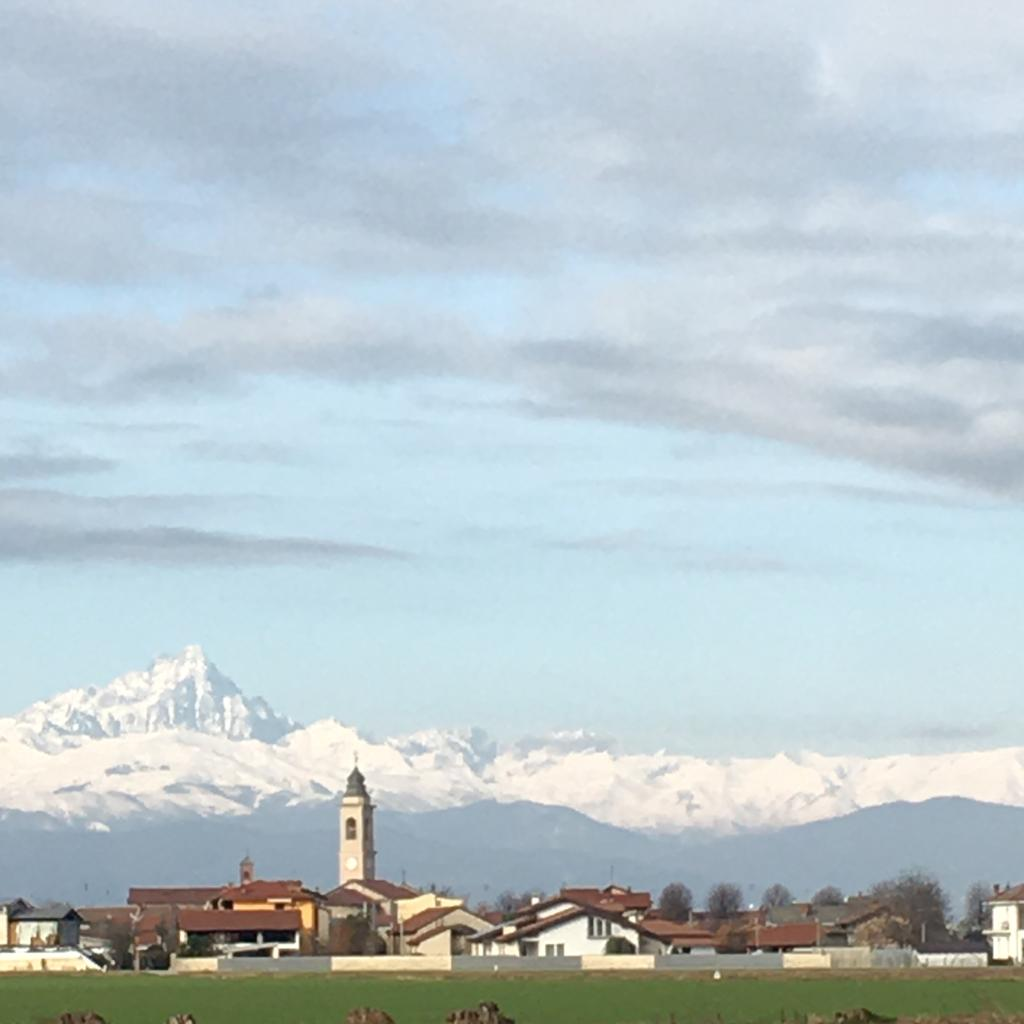
Visuale di Montanera con il Monviso sullo sfondo
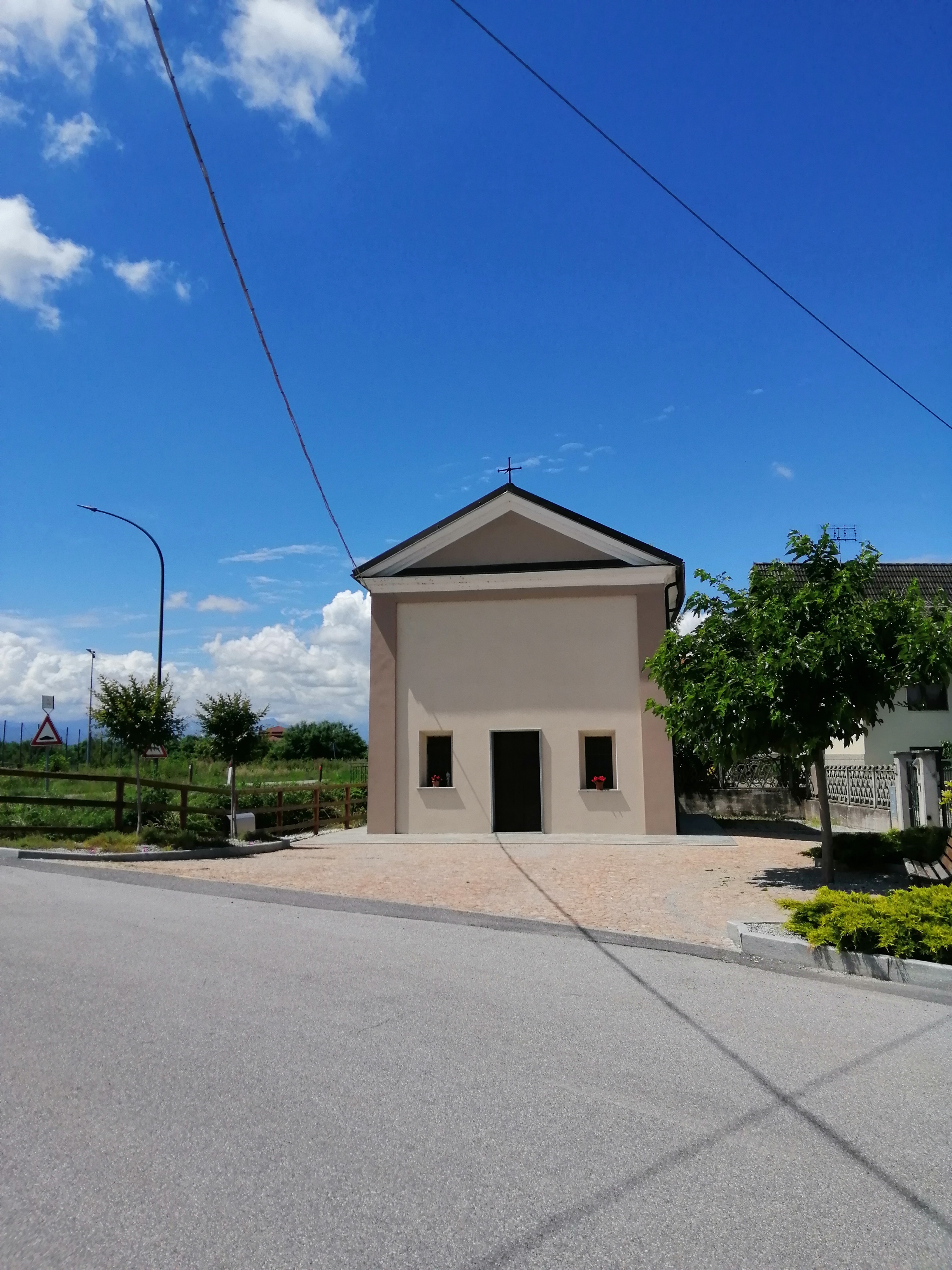
Cappella di San Rocco
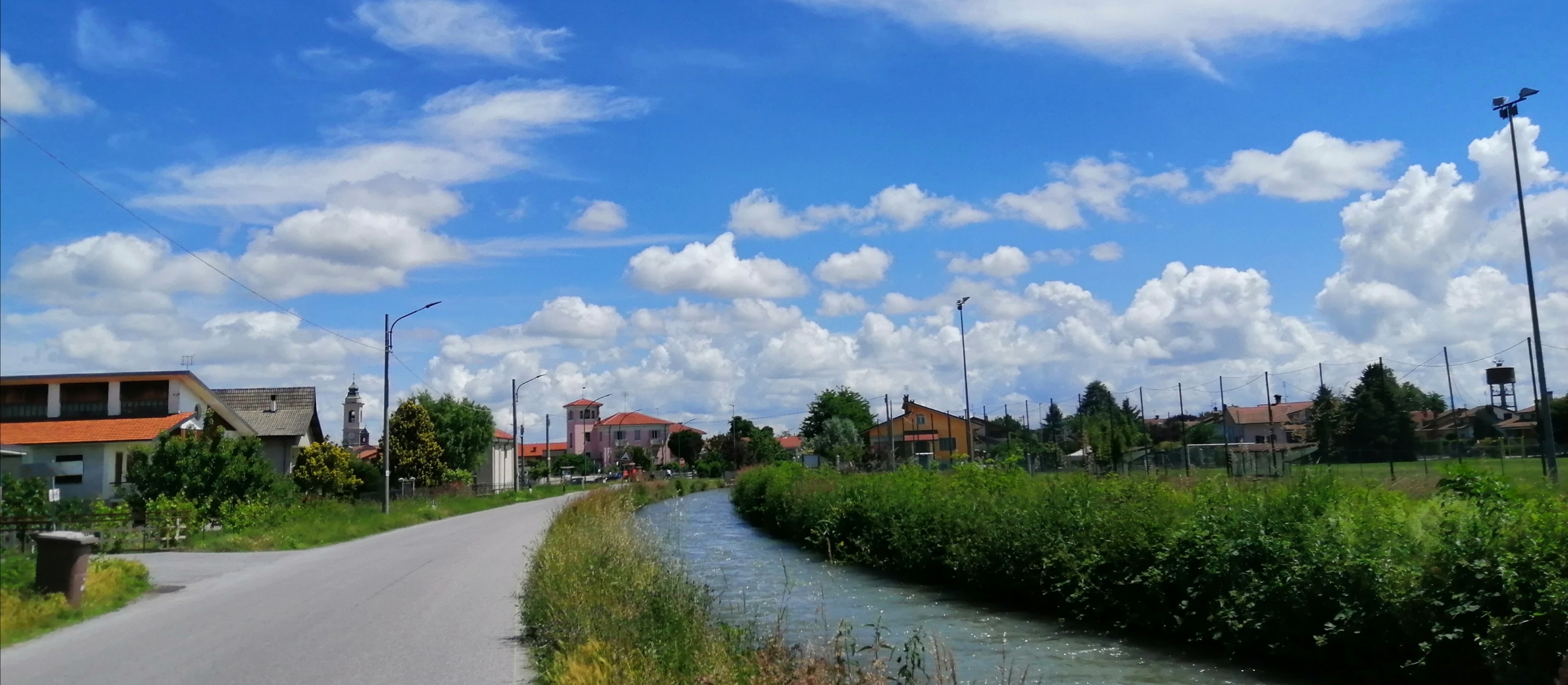
Vista Panoramica di Montanera